# István Csoboth
István Csoboth (* 8. Juli 1936 in Szolnok, Ungarn) ist ein Brigadegeneral außer Dienst des Heeres der Bundeswehr.

## Leben
Csoboth lebte nach der Flucht aus Ungarn ab 1945 in Regensburg. Er besuchte ein ungarisches und ein deutsches Gymnasium und absolvierte eine Berufsausbildung als Industriekaufmann. Er 
trat im April 1959 in die Fernmeldetruppe ein und wechselte später zur Heeresfliegertruppe, durchlief die Ausbildung zum Offizier, zum Flächenflugzeug- und Hubschrauberführer. In Laupheim war er Staffelkapitän einer Heeresfliegerabteilung. 
Von 1969 bis 1971 absolvierte Csoboth den 12. Generalstabslehrgang Heer an der Führungsakademie der Bundeswehr in Hamburg, wo er zum Offizier im Generalstabsdienst ausgebildet wurde. Danach war er G3 der Jägerbrigade 11 in Bogen, von Juni 1972 bis 1974 Kommandeur der Fliegenden Abteilung 301 im Heeresfliegerregiment 30 in Fritzlar, hatte Verwendungen im Führungsstab des Heeres und im Führungsstab der Streitkräfte im Bundesministerium der Verteidigung in Bonn, war von Juli 1979 bis September 1982 Kommandeur des Heeresfliegerregiments 26 in Roth, danach als Oberst bis März 1984 Gruppenleiter VII 1 und stellvertretender General der Heeresfliegertruppe im Heeresamt in Köln und von April 1984 bis September 1987 Brigadekommandeur der Panzergrenadierbrigade 1 in Hildesheim. 
Ab Oktober 1987 war Csoboth als Brigadegeneral Abteilungsleiter XII und General der Heeresflieger im Heeresamt in Köln bis zu seiner Versetzung in den Ruhestand mit Ablauf des März 1994.

## Privates
Csoboth ist verheiratet, evangelisch-reformiert und hat zwei Töchter.